# Loretta Goggi
Loretta Goggi (Róma, 1950. szeptember 29. –) olasz énekesnő, televíziós műsorvezető és színésznő. Számos televíziós szereplése és műsorvezetése, valamint első számú slágere, a Maledetta primavera révén vált ismertté.

## Pályája
Loretta Goggit Silvio Gigli rádiós műsorvezető fedezte fel. Kilencévesen Nilla Pizzivel megnyerték Dino Verde Disco Magico rádióversenyét 1959-ben. Ugyanebben az évben játszotta első filmszerepét Anton Giulio Majano Sotto processo című televíziós filmjében. Gyerekszereplőként az 1960-as évek számos más tévéfilmjében is feltűnt, mint például a La cittadella, az E le stelle stanno a guardare, az I miserabili, a Le avventure a Commissario Maigret és a La vita di Dante. Lorettaként 1963-ban adta ki a Se la cercherai című kislemezt az RCA Italianán, a főcímdallal, amelyet Nico Fidenco írt a Vulcano in sangue című film olasz változatához Jean Gabinnel. Szinkronszínészként is dolgozott; ő volt a Tweety rajzfilmfigura első olasz hangja.
1968-ban Goggi főszerepet kapott Anton Giulio Majano La freccia nera című minisorozatában, amely A fekete nyíl című Stevenson-regény filmadaptációja. A sorozat sikere azt is lehetővé tette számára, hogy főszerepet kapjon a Zingara című filmben (Bobby Solóval), valamint lemezszerződést kötött a Duriummal. Első hivatalos kislemezük a Fino all'ultimo volt, és 1969-ben adták ki. Ekkortájt a Vatikáni Rádiónak is dolgozott. Az 1970-es évek elején megvetette lábát a szórakoztató televíziózásban. Renzo Arbore társaságában moderálta az Estate insieme című műsort, amelyben húgával, Danielával együtt szerepelt, valamint különféle speciális programokban, mint például az Incontro con… Lucio Battisti ; Rádióműsorokat is vezetett, és énekesként folytatta pályafutását.
1971-ben Pippo Baudo egy rádióműsorban szerzett tudomást Goggiról, és felvette őt showgirlnek a La freccia d'oro című tévéműsorába. Az év nyarán részt vett az Un disco per l’estate versenyen az Io sto vivendo senza te című dallal. Baudo már 1972-ben maga mellé vette Goggit a népszerű Canzonissima műsorban. Ez rendkívül népszerűvé tette a televíziós közönség körében, és az általa rögzített főcímdal, a Vieni via con me sláger lett. A következő évben lehetőséget kapott arra, hogy rendszeresen bemutassa saját dalait Alighiero Noschese Formula–2-es műsorában, amelyeket később a műsorról elnevezett albumon adtak ki.
A nyilvánosság elől való rövid visszavonulás után Goggi 1975-ben új lemezszerződést írt alá a CBS-szel. A Dirtelo, non dirtelo című dalát a Dal primo momento che ti ho visto című zenés filmben mutatta be, egy másik kisebb sláger volt 1976-ban. Ennek eredményeként egyre inkább a zenére koncentrált, amelynek producere Totò Savio volt. A Go & Go élő show részeként két évig Olaszországban turnézott húgával, Daniela Goggival, és új dalokat mutatott be. A RAI ezután leszerződtette a nővéreket az Il ribaltone című zenei műsorhoz, amelyet egy azonos című album követett.
1979-től Loretta Goggi ismét egyedül tűnt fel műsorvezetőként, viszont Heather Parisi és Beppe Grillo műsorvezetése mellett debütált a Fantastico című műsor. Gogginak olyan slágerei is voltak a WEA kiadónál, mint a L'aria del sabato sera (Szombat esti ária) (1979), amely a Fantastico műsor végefőcíme lett. Részt vett az 1981-es Sanremói Fesztiválon a Maledetta primaverával (Átkozott tavasz), és második lett az Alice által előadott Per Elisa mögött. A dal Olaszországban vezette a slágerlistákat, és hazáján kívül Svájcban, Ausztriában és az NSZK-ban is sikeres volt. Spanyol nyelvterületen a mexikói Yuri énekesnő, La maldita primavera előadásában vált ismertté a dal.  Az ezt követő Il mio prossimo amo kislemezzel folytatta sikersorozatát.
Ezen a sikerhullámon Goggi megkapta saját Hello Goggi című műsorát a Canale 5-ön, amely a Stanno suonando la nostra canzone című darab főszereplője Gigi Proietti mellett és a Gondola d'oro velencei zenei díj átadóján. 1982-ben elindította a Rai Radio Effetto musica című műsorát, és felvette a Pieno d'amore című albumot. 1983-ban a Rete 4-en Goggi bemutatta a Gran Varietàt Paolo Panelli és Luciano Salce mellett. Két évig vezette a Loretta Goggi kvízműsort is. 1986-ban ő volt az első nő, aki házigazdája volt a Sanremo Fesztiválnak. Ennek keretében az Io nascerò című dalt is felvette a Fonit-Cetra kiadónál. Ezt követte az Il bello della diretta adás, amelynek során Goggi bemutatta a C'è poesia című új albumát.
A következő években más RAI-programokban is szerepelt, mint például a Canzonissime (1987), a Ieri, a Goggi e domani (szójáték) vagy a Via Teulada 66, és új albumokat adott ki, mint például a C'è poesia 2, Donna io, donna tu és Punti di vista. 1991-ben bemutatta a Festa di compleannót a Telemontecarlóban, és kiadta a Si faran… canzone című albumot, amelynek producere Mario Lavezzi volt. A 2010-es évekig számos filmes, televíziós és színházi szereplés következett. 2008-ban 30 éves kapcsolat után feleségül vette Gianni Brezza. 2013-ban jelent meg Goggi önéletrajza, az Io nascerò – La forza della mia fragilità, majd 2016-ban a Mille donne in me című könyve.

## Szinkronhangként
Loretta Goggi olyan színésznők olasz hangja is volt, akiket színészi tapasztalat hiányában kellett szinkronizálni, mint például Ornella Muti a La moglie più bella-ban és Agostina Belli a La notte dei diavoliban. Ő volt Katharine Ross szinkronhangja a Bloody Trail olasz változatában és Ljudmila Savelyeva a Háború és béke című filmben.

## Diszkográfia

### Stúdióalbumok
- 1972 – Vieni via con me (Durium, MS A 77308)
- 1973 – Formula–2 (Durium, MS A 77336)
- 1978 – Il ribaltone (CGD, 20082; Daniela Goggival)
- 1979 – Estoy bailando cantado en español (Hispavox, S 50 265; Daniela Goggi Hermanas Goggi szerepében)
- 1981 – Stanno suonando la nostra canzone (Polydor, 2448 129; Gigi Proiettivrl és másokkal)

További albumok
- 1986 – C'è poesia (Fonit Cetra, TLPX 153)
- 1987 – C'è poesia 2 (Fonit Cetra, TLPX 180)
- 1988 – Donna io, donna tu (Fonit Cetra, TLPX 199)
- 1989 – Punti di vista (Fonit Cetra, TLPX 216)
- 1991 – Si faran… dal (Fonit Cetra, TLPX 280)

### Kislemezek
- 1963 – Se la cercherai / Moscacieca twist (RCA Italiana, PM 3173; mint Loretta )
- 1969 – Fino all'ultimo / Scusa se insisto (Durium, Ld A 7610)
- 1970 – Cibù cibà / Due ragazzi (Durium, Ld A 7671)
- 1971 – Ti chiedo scusa / Per favore (Durium, Ld A 7709)
- 1971 – Io sto vivendo senza te / Ciao, settembre (Durium, Ld A 7722)
- 1971 – Cico e Bum / Le buone azioni di Cico e Bum (Durium, Ld A 7725)
- 1972 – Chi salta il fosso / Pun tan tai (Durium, Ld A 7762)
- 1973 – Un pomeriggio con te / Amanti ed angeli (Durium, Ld A 7837)
- 1975 – Loretta az „O”-val / Camino fra la pioggia (CBS, 3450)
- 1976 – Notte matta / Pupo pupazzo (CBS, 4047)
- 1976 – Ancora innamorati / Monsieur voulez-vous dançer? (CBS, 44748)
- 1977 – Domani / Il professore (CGD, 5408; Daniela Goggival)
- 1978 – Voglia / Sto ballando (CGD, 10110; Daniela Goggival)
- 1979 – Cicciotella / La marcia dei bambini che vanno a letto (WEA, T 18097)
- 1980 – Notti d'agosto / Nun t'allargà (WEA, T 18231)
- 1982 – Oceano / Stralunata Roma (WEA, 24 9769 7)
- 1983 – Una notte così / Segreti (WEA, 24 9540-7)
- 1984 – Un amore grande / Solo un'amica (WEA, 24 9482-7)
- 1984 – Notte all'opera / Slowly (CGD, 10593)
- 2014 – Estoy bailando Remix (Daniela Goggival)

## Filmográfia
- 1965: Jól ismertem őt '0(Io la conoscevo bene)
- 1966: Mi vedrai tornare – rendező: Ettore Maria Fizzarotti
- 1967: Nel sole – rendező: Aldo Grimaldi
- 1969: Zingara – rendező: Mariano Laurenti
- 2005: Gas – rendező: Luciano Melchionna
- 2012: Pazze di me – rendező: Fausto Brizzi

## Bibliográfia
- Io nascerò – La forza della mia fragilità. Piemme, Milánó, 2013, ISBN 978-88-566-3323-8
- Mille donne in me. Piemme, Milánó, 2016, ISBN 978-88-566-5096-9

## Fordítás
- Ez a szócikk részben vagy egészben  a   Loretta Goggi című német Wikipédia-szócikk ezen változatának fordításán alapul.  Az eredeti cikk szerkesztőit annak laptörténete sorolja fel. Ez a jelzés csupán a megfogalmazás eredetét és a szerzői jogokat jelzi, nem szolgál a cikkben szereplő információk forrásmegjelöléseként.